# حسام ماهر حسين الصمادي
حسام ماهر حسين الصمادي مواطن أردني (ولد عام 1990) اعتُقل للاشتباه في تخطيطه لتفجير مبنى فاونتن بلايس في دالاس، تكساس، في 24 سبتمبر 2009.  
كان وجود الصمادي في الولايات المتحدة غير قانوني، ولم يكن يعلم أنه يخضع للمراقبة المستمرة، وأن الأعضاء الآخرين في «الخلية السرية» كانوا جميعًا عملاء فيدراليين. زوده العملاء في «الخلية السرية» بمواد كيميائية خاملة، لذا لم تشكل قنبلته تهديدًا حقيقيًا.
زُود الصمادي بقنبلة مزيفة من قبل عملاء مكتب التحقيقات الفدرالي الذين تنكروا على هيئة أعضاء من تنظيم القاعدة. وضع الصمادي الجهاز في مرآب السيارات أسفل المبنى وقام بتنشيطه بهاتف خلوي. ولكن بدلاً من انفجار القنبلة، رن الهاتف الخلوي على رقم هاتف في مكاتب التحقيقات الفدرالية. واعترف الصمادي بالجرم لمحاولة استخدام سلاح دمار شامل.  بموجب شروط اتفاقية تخفيف الحكم، أُسقطت تهمة إضافية تتعلق بتفجير مكان عام، وتمت التوصية بعقوبة لا تزيد عن 30 عامًا. في 20 أكتوبر 2010 حكم عليه بالسجن لمدة 24 سنة. وسيتم ترحيله من الولايات المتحدة بعد قضاء عقوبته.
كان مسؤولو الهجرة يحاولون تحديد كيف كان الصمادي قادرًا على العمل في محطة وقود، في حين لم يكن يملك سوى تأشيرة سياحية منذ عام 2007.

## روابط خارجية
وثائق إضافية للقضية متوفرة هنا:
- "مذكرة التوقيف الصادرة عن محكمة المقاطعة الأمريكية" (PDF). DOJ. مؤرشف من الأصل (PDF) في 2024-05-19.
- "ملفات قضية وزارة العدل الأمريكية ضد الصمادي". DOJ. مؤرشف من الأصل في 2011-09-17.
- "دليل مكتب التحقيقات الفيدرالي \ فيديو لحسام الصمادي". DOJ. مؤرشف من الأصل في 2012-03-30.
- "صورة السجين # 3942-177". DOJ BOP. مؤرشف من الأصل في 2016-03-04.